# Dimitris Diamandakos
Dimitris Diamandakos (gr. Δημήτρης Διαμαντάκος; ur. 5 marca 1993 w Pireusie) – grecki piłkarz, grający na pozycji środkowego napastnika.

## Kariera piłkarska

### Kariera klubowa
Rozpoczął karierę piłkarską w klubie juniorów Atromitosu. 1 lipca 2009 roku za kwotę 25 tysięcy euro przeszedł do klubu Olympiakos SFP. W tej drużynie kontynuował treningi z zespole juniorów. 1 lipca 2012 roku podpisał kontrakt z seniorskim zespołem tej drużyny, która występowała wówczas w Superleague Ellada. Jednak już 8 stycznia 2012 roku został wypożyczony do klubu Panionios GSS. W sezonie 2012/2013 jego drużyna zajęła 8. miejsce. On sam 31 grudnia 2012 roku powrócił z wypożyczenia. Niebawem, bo już 17 stycznia 2013 roku, został ponownie wypożyczony, tym razem do klubu Aris FC. Sezon 2012/2013 zakończył z tym zespołem na 13. pozycji. 30 czerwca 2013 roku powrócił z wypożyczenia. Wkrótce czekało go kolejne wypożyczenie. 23 sierpnia 2013 roku przeniósł się do klubu PAE Ergotelis, w którym spędził cały sezon. W tych rozgrywkach uplasował się z drużyną na 7. lokacie. 30 czerwca 2014 roku powrócił z wypożyczenia do Olympiakosu.
W 2015 roku przeszedł do niemieckiego Karlsruher SC, grającego w 2. Bundeslidze.

### Kariera reprezentacyjna
Dimitris Diamandakos wystąpił w dwunastu spotkaniach młodzieżowej reprezentacji Grecji do lat 17.
W 2011 roku znalazł się w kadrze reprezentacji Grecji do lat 19 na mistrzostwa Europy, które odbyły się w Rumunii. Na tych mistrzostwach wystąpił w dwóch meczach. Na boisku spędził łącznie 61 minut i nie strzelił żadnej bramki. Ostatecznie jego drużyna nie wyszła z grupy.
W 2012 roku ponownie został powołany na mecze w reprezentacji Grecji do lat 19. Tym razem na mistrzostwa Europy, które odbyły się w Estonii. Wystąpił we wszystkich pięciu spotkaniach swojej reprezentacji na tych mistrzostwach. Łącznie na boisku przebywał przez 382 minuty, strzelił 3 gole i zaliczył jedną asystę. Ze swoją drużyną dotarł aż do finału, w którym ulegli Hiszpanii 1–0. On sam w finale przebywał na boisku do 67. minuty. spotkania.
W 2013 roku znalazł się w zespole reprezentacji Grecji do lat 20, która występowała na mistrzostwach świata w Turcji. Na mistrzostwach zagrał we wszystkich czterech meczach swojej drużyny. Łącznie na boisku przebywał przez 355 minut, zdobył jedną bramkę i zaliczył jedną asystę. Jego zespół dotarł do 1/16 finału, kiedy to lepsza okazała się od nich reprezentacja Uzbekistanu.
Wcześniej, jeszcze 15 sierpnia 2012 roku, zadebiutował w reprezentacji Grecji U-21. W jej barwach wystąpił w pięciu meczach eliminacji do Mistrzostw Europy U-21 w 2015 roku. W ramach tych eliminacji raz zagrał ze spotkaniu z Polską 19 listopada 2013 roku w Krakowie. Zagrał do 75. minuty, jednak jego drużyna przegrała to spotkanie 3–1. Ostatecznie jego drużyna zajęła 2. miejsce w grupie, jednak nie uzyskała awansu na te mistrzostwa. Do pierwszej w tabeli Szwecji zabrakło 1 punktu.
7 września 2014 roku Claudio Ranieri powołał go do seniorskiej reprezentacji Grecji na mecz przeciwko Rumunii w ramach eliminacji do Mistrzostw Europy 2016. Zadebiutował też w tym meczu zmieniając w 46. minucie Jorgosa Samarasa. Jednak jego drużyna przegrała ten mecz 0–1.

## Sukcesy i odznaczenia
- Wicemistrzostwo Europy do lat 19: 2012[5]